# Landshövdingar i Stockholms län
Landshövdingen i Stockholms län är chef för Länsstyrelsen i Stockholms län och fungerar som regeringens representant för den statliga länsförvaltningen. 
Landshövdingen har ingen direkt koppling till Region Stockholm, som är den region vars gränser sammanfaller med länets.
Först 1968 införlivades Stockholms stad i Stockholms län, efter att under lång tid ha stått utanför länsindelningen för att i stället ha lytt under överståthållarämbetet (ÖÄ).

## Lista över landshövdingar i Stockholms län
Stockholms län ingick 1634–1641 i Upplands landshövdingedöme. Under åren 1641–1654 var Stockholms och Uppsala län uppdelade på två landshövdingedömen för att sedan återförenas till ett Upplands hövdingedöme. År 1714 gjordes en ny, slutgiltig indelning i två län.

### Landshövding i Uppland 1634–1641
- 1634–1641: Lars Eriksson Sparre av Rossvik  1640? 1641?

### Landshövdingar i Stockholms län 1641–1654
- 1641–1645: Ture Gabrielsson Oxenstierna
- 1645–1647: Axel Turesson (Natt och Dag)
- 1647–1649: Bengt Skytte af Duderhof
- 1649–1651: Svante Larsson Sparre
- 1652–1654: Lars Claesson Fleming

### Landshövdingar i Uppland 1654–1714
- 1654: Lars Claesson Fleming
- 1654–1657: Gustaf Persson Banér
- 1656–1660: Svante Svantesson Banér
- 1660–1664: Claes Rålamb
- 1664–1666: Göran Gyllenstierna av Lundholm
- 1666–1679: Axel Axelsson Lillie
- 1679–1681: Gustaf Lilliecrona
- 1681: Claes Fleming
- 1681–1685: Fabian Wrede af Elimä
- 1685–1689: Olof Arvidsson Thegner
- 1689–1695: Jacob Gyllenborg
- 1695–1714: Johan Hoghusen

### Landshövdingar i Stockholms län 1714–1968

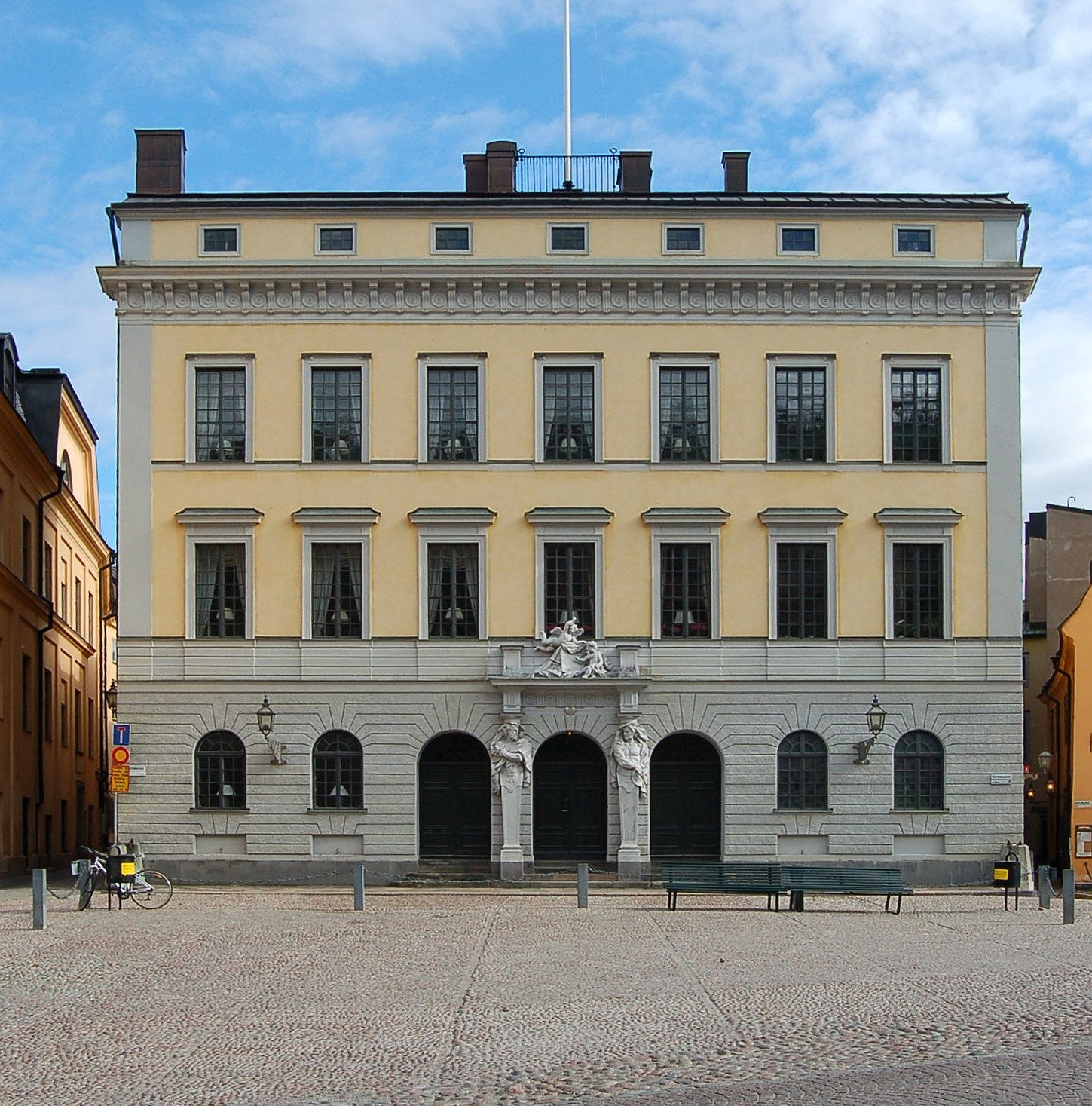
Tessinska palatset på Slottsbacken är residens för landshövdingen i Stockholms län. Före 1968 var det överståthållarens residens.

| Bild | Namn                        | Ämbetstid  | Ämbetstid | Not                                         |
| Bild | Namn                        | Tillträdde | Avgick    | Not                                         |
| ---- | --------------------------- | ---------- | --------- | ------------------------------------------- |
|      | Ture Stensson Bielke        | 1714       | 1717      |                                             |
|      | Axel Claesson Banér         | 1718       | 1718      |                                             |
|      | Olof Törnflycht             | 1719       | 1727      |                                             |
|      | Frans Joachim Ehrenstrahl   | 1727       | 1733      |                                             |
|      | Gustaf Palmfelt             | 1733       | 1737      |                                             |
|      | Otto Magnus Wolffelt        | 1737       | 1743      |                                             |
|      | Theodor Ankarcrona          | 1743       | 1750      |                                             |
|      | Adolf Mörner af Morlanda    | 1750       | 1751      |                                             |
|      | Carl C:son Broman           | 1751       | 1762      |                                             |
|      | Carl Fredrik Nordenstam     | 1762       | 1768      |                                             |
|      | Carl Gustaf von Liewen      | 1768       | 1770      |                                             |
|      | Jacob Johan Gyllenborg      | 1770       | 1778      |                                             |
|      | Samuel af Ugglas            | 1788       | 1802      |                                             |
|      | Evert Georgii               | 1802       | 1808      |                                             |
|      | Erik Adolf af Schenbom      | 1808       | 1810      |                                             |
|      | Daniel Edelcreutz           | 1810       | 1828      |                                             |
|      | Claes Hans Rålamb           | 1830       | 1842      |                                             |
|      | Clas Fredrik Horn af Åminne | 1842       | 1849      |                                             |
|      | Gustaf Fredrik Liljencrantz | 1849       | 1867      |                                             |
|      | Wilhelm Stråle af Ekna      | 1867       | 1888      | [ 1 ]                                       |
|      | Robert Themptander          | 1888       | 1896      | [ 1 ]                                       |
|      | Lennart Groll               | 1896       | 1896      | [ 1 ]                                       |
|      | Paul Isberg                 | 1896       | 1908      | [ 1 ]                                       |
|      | Mauritz Sahlin              | 1908       | 1919      | Tillförordnad till 1915                     |
|      | Daniel Ekelund              | 1919       | 1920      | Tillförordnad                               |
|      | Alfred Petersson            | 1920       | 1920      | Tillträdde aldrig tjänsten pga sin egen död |
|      | Nils Edén                   | 1920       | 1938      | [ 1 ]                                       |
|      | Karl Levinson               | 1938       | 1952      |                                             |
|      | Gunnar Danielson            | 1952       | 1958      |                                             |
|      | Erik Westerlind             | 1958       | 1968      |                                             |

### Landshövdingar i Stockholms län sedan 1968
Efter att överståthållarämbetet (ÖA) avvecklades, tillträdde den siste överståthållaren som landshövding och chef för länsstyrelsen i Stockholms län, som därefter även inkluderade Stockholms stad.
| Bild | Namn                | Ämbetstid         | Ämbetstid           | Not                                                         |
| Bild | Namn                | Tillträdde        | Avgick              | Not                                                         |
| ---- | ------------------- | ----------------- | ------------------- | ----------------------------------------------------------- |
|      | Allan Nordenstam    | 1968              | 1971                |                                                             |
|      | Hjalmar Mehr        | 1971              | 1977                |                                                             |
|      | Gunnar Helén        | 1977              | 1984                |                                                             |
|      | Lennart Sandgren    | 1985              | 1991                |                                                             |
|      | Ulf Adelsohn        | 1992              | 31 december 2001    |                                                             |
|      | Mats Hellström      | 1 januari 2002    | 31 december 2006    |                                                             |
|      | Per Unckel          | 1 januari 2007    | 20 september 2011 † | [ 2 ] [ 3 ]                                                 |
|      | Katarina Kämpe      | 20 september 2011 | 31 januari 2012     | Tillförordnad (i egenskap av länsöverdirektör)              |
|      | Chris Heister       | 1 februari 2012   | 31 augusti 2017     | [ 4 ]                                                       |
|      | Åsa Ryding          | 1 september 2017  | 31 januari 2018     | Tillförordnad                                               |
|      | Sven-Erik Österberg | 1 februari 2018   | 28 februari 2023    | [ 6 ]                                                       |
|      | Anna Kinberg Batra  | 1 mars 2023       | 3 oktober 2024      | [ 7 ]                                                       |
|      | Claes Lindgren      | 3 oktober 2024    | 16 juni 2025        | Tillförordnad (i egenskap av vikarierande länsöverdirektör) |
|      | Cecilia Skingsley   | 16 juni 2025      | (30 juni 2031)      | [ 9 ]                                                       |